# Jean-Claude Van Damme
Jean-Claude Van Damme tên khai sinh Jean-Claude Camille François Van Varenberg (sinh ngày 18 tháng 10 năm 1960) là một nam diễn viên điện ảnh và võ sĩ người Mỹ gốc Bỉ. Ông là một trong những siêu sao hành động võ thuật nổi tiếng nhất trong nền điện ảnh Mỹ. Những bộ phim thành công nhất của Van Damme gồm có Bloodsport (1988), Kickboxer (1989), Universal Soldier (1992), Hard Target (1993), Timecop (1994), Sudden Death (1995), JCVD (2008) và The Expendables 2 (2012).

## Tiểu sử
Jean-Claude Van Damme sinh ngày 18 tháng 10 năm 1960 tại Berchem-Sainte-Agathe, Brussels, nước Bỉ. Bà nội ông là người Do Thái. Mẹ ông là Eliana Van Varenberg và bố ông là Eugène Van Varenberg, hai người đã ly hôn từ lâu. Hiện tại Van Damme cùng vợ và 3 người con của mình đang sống và làm việc tại nước Mỹ.
Van Damme đã học võ thuật từ năm 10 tuổi, lúc đó ông còn yếu ớt, hay bị bạn bè bắt nạt nên bố ông quyết định cho ông đi học võ. Ông học bốn môn võ là Karate, Taekwondo, quyền Anh và Muay Thái. Trước khi trở thành diễn viên thì Van Damme đã từng tham gia nhiều trận đấu võ và nhận được nhiều chiến thắng cũng như chức vô địch. Năm 1984, Van Damme bắt đầu tham gia vào lĩnh vực điện ảnh, bộ phim đầu tiên trong sự nghiệp của ông là Monaco Forever.

## Sự nghiệp

### Phim điện ảnh
| Năm  | Tựa phim                            | Vai diễn                                | Ghi chú                                                                                       |
| ---- | ----------------------------------- | --------------------------------------- | --------------------------------------------------------------------------------------------- |
| 1984 | Monaco Forever                      | Võ sĩ Karate                            |                                                                                               |
| 1984 | Breakin'                            | Người đàn ông trong buổi khiêu vũ       |                                                                                               |
| 1986 | No Retreat, No Surrender            | Ivan Krushensky                         |                                                                                               |
| 1987 | Bloodsport                          | Frank Dux                               | Làm việc lần đầu với Bolo Yeung.                                                              |
| 1988 | Black Eagle                         | Andrei                                  |                                                                                               |
| 1989 | Cyborg                              | Gibson Rickenbacker                     |                                                                                               |
| 1989 | Kickboxer                           | Kurt Sloane                             |                                                                                               |
| 1990 | Death Warrant                       | Louis Burke                             |                                                                                               |
| 1990 | Lionheart                           | Lyon Gaultier                           |                                                                                               |
| 1991 | Double Impact                       | Alex Wagner / Chad Wagner               | Làm việc lần hai với Bolo Yeung.                                                              |
| 1992 | Universal Soldier                   | Luc Deveraux / GR44                     | Làm việc lần đầu với Dolph Lundgren.                                                          |
| 1993 | Last Action Hero                    | Chính ông                               |                                                                                               |
| 1993 | Nowhere to Run                      | Sam Gillen                              |                                                                                               |
| 1993 | Hard Target                         | Chance Boudreaux                        |                                                                                               |
| 1994 | Timecop                             | Max Walker                              |                                                                                               |
| 1994 | Street Fighter                      | Đại tá William F. Guile                 |                                                                                               |
| 1995 | Sudden Death                        | Darren McCord                           |                                                                                               |
| 1996 | Maximum Risk                        | Alain Moreau / Mikhail Suverov          |                                                                                               |
| 1996 | The Quest                           | Christopher Dubois                      |                                                                                               |
| 1997 | Double Team                         | Jack Quinn                              |                                                                                               |
| 1998 | Knock Off                           | Marcus Ray                              |                                                                                               |
| 1998 | Legionnaire                         | Alain Lefevre                           |                                                                                               |
| 1999 | Universal Soldier: The Return       | Luc Deveraux                            |                                                                                               |
| 1999 | Inferno                             | Eddie Lomax                             |                                                                                               |
| 2001 | The Order                           | Rudy Cafmeyer / Charles Le Vaillant     |                                                                                               |
| 2001 | Replicant                           | Edward "The Torch" Garrotte / Replicant |                                                                                               |
| 2002 | Derailed                            | Jacques Kristoff                        |                                                                                               |
| 2003 | In Hell                             | Kyle LeBlanc                            |                                                                                               |
| 2004 | Wake of Death                       | Ben Archer                              |                                                                                               |
| 2004 | Narco                               | Hồn ma của Jean                         |                                                                                               |
| 2006 | The Hard Corps                      | Phillip Sauvage                         |                                                                                               |
| 2006 | Second in Command                   | Sam Keenan                              |                                                                                               |
| 2006 | The Exam                            | Charles                                 |                                                                                               |
| 2007 | Until Death                         | Anthony Stowe                           |                                                                                               |
| 2008 | The Shepherd: Border Patrol         | Jack Robideaux                          | Làm việc lần đầu với Scott Adkins.                                                            |
| 2008 | JCVD                                | JCVD                                    |                                                                                               |
| 2009 | Universal Soldier: Regeneration     | Luc Deveraux                            | Làm việc lần hai với Dolph Lundgren. Làm việc lần đầu với Andrei Arlovski.                    |
| 2011 | Kung Fu Panda 2                     | Cá Sấu Đại Hiệp                         | Lồng tiếng                                                                                    |
| 2011 | Assassination Games                 | Vincent Brazil                          | Làm việc lần hai với Scott Adkins.                                                            |
| 2011 | Beur sur la ville                   | Đại tá Merot                            |                                                                                               |
| 2012 | Rzhevskiy vs. Napoleon              | Chính ông                               |                                                                                               |
| 2012 | Dragon Eyes                         | Jean-Luis Tiano                         | Làm việc lần đầu với Cung Lê và Peter Weller.                                                 |
| 2012 | The Expendables 2                   | Jean Vilain                             | Làm việc lần thứ ba với Scott Adkins và Dolph Lundgren.                                       |
| 2012 | Universal Soldier: Day of Reckoning | Luc Deveraux                            | Làm việc lần thứ tư với Scott Adkins và Dolph Lundgren. Làm việc lần hai với Andrei Arlovski. |
| 2012 | Six Bullets                         | Samson Gaul                             |                                                                                               |
| 2012 | U.F.O.                              | George                                  |                                                                                               |
| 2013 | Welcome to the Jungle               | Storm Rotchild                          |                                                                                               |
| 2013 | Enemies Closer                      | Xander                                  |                                                                                               |
| 2014 | Swelter                             | Stillman                                |                                                                                               |
| 2022 | Minions: Sự trỗi dậy của Gru        | Jean Clawed                             | Lồng tiếng                                                                                    |

Và nhiều bộ phim khác

### Phim truyền hình
| Năm  | Tựa phim                                   | Vai diễn                                                                                  | Ghi chú                                           |
| ---- | ------------------------------------------ | ----------------------------------------------------------------------------------------- | ------------------------------------------------- |
| 1996 | Friends                                    | Chính ông                                                                                 | "The One After the Superbowl" (phần 2, tập 12-13) |
| 2004 | Las Vegas                                  | Chính ông                                                                                 | "Die Fast, Die Furious" (phần 1, tập 15)          |
| 2009 | Robot Chicken                              | Bá tước Dracula (lồng tiếng) Rhett Butler (lồng tiếng) Jean-Claude Van Damme (lồng tiếng) | "Maurice Was Caught" (phần 4, tập 12)             |
| 2011 | Jean Claude Van Damme: Behind Closed Doors | Chính ông                                                                                 | một phần (8 tập)                                  |
| 2011 | Les Anges Gardiens                         | Chính ông                                                                                 | một phần (20 tập)                                 |

### Video clip
| Bài hát                     | Ca sĩ                          |
| --------------------------- | ------------------------------ |
| "Body Count's In The House" | Body Count                     |
| "Time Won't Let Me"         | The Smithereens                |
| "Straight To My Feet"       | MC Hammer và Deion Sanders     |
| "Something There"           | Chage và Aska                  |
| "Crush 'Em"                 | Megadeth                       |
| "Kiss My Eyes"              | Bob Sinclar                    |
| "Ya Lyublyu Ego"            | Iryna Bilyk và Olga Gorbacheva |